# Северное Упочное
Северное Упочное — пресноводное озеро на территории Амбарнского сельского поселения Лоухского района Республики Карелии.

## Общие сведения
Площадь озера — 1,2 км², площадь водосборного бассейна — 6,7 км². Располагается на высоте 74,5 метров над уровнем моря.
Форма озера продолговатая: оно более чем на два километра вытянуто с запада на восток. Берега изрезанные, каменисто-песчаные, местами заболоченные.
С северной стороны озера вытекает река Сиг, впадающая в Белое море.
По центру озера расположен один относительно крупный (по масштабам водоёма) остров без названия.
С востока и севера к озеру подходит лесная дорога.
Населённые пункты вблизи водоёма отсутствуют.
Код объекта в государственном водном реестре — 02020000711102000003344.